# 플린토곰포돈
플린토곰포돈(Plinthogomphodon)은 트라이아스기 후기 미국 동부에 살았던 키노돈트이다. 화석은 노스캐롤라이나주의 딥 강(Deep River)에서 발견되었다. 현재 존재하는 종은 플린토곰포돈 헤르페타이루(P. herpetairus)이다.
1. ↑  Sues, Hans-Dieter; Olsen, Paul E.; Carter, Joseph G. (1999년 6월 14일). “A Late Triassic traversodont cynodont from the Newark Supergroup of North Carolina”. 《Journal of Vertebrate Paleontology》 (영어) 19 (2): 351–354. doi:10.1080/02724634.1999.10011146. ISSN 0272-4634.